# Papa Grigore al XIII-lea
Papa Grigore al XIII-lea, cunoscut și ca papa Gregor al XIII-lea, (n. 1 ianuarie 1502, Bologna, Sfântul Imperiu Roman – d. 10 aprilie 1585, Roma, Statele Papale) a fost un papă al Romei din 1572 până în 1585.
Numele său laic a fost Ugo Bouncompagni. În anul 1539 a intrat în serviciul Bisericii, în 1558 a fost ales episcop de Vieste, iar în 1565 a devenit cardinal. La 13 mai 1572 a fost ales papă.

## Reforma calendarului
Unul din cele mai mari merite ale sale a fost actualizarea calendarului iulian (1582). Actualul calendar îi poartă numele, calendarul gregorian.

## Universitatea pontificală
Ignațiu de Loyola a întemeiat în anul 1551 primul colegiu al iezuiților, numit Collegio Romano. Papa Grigore al XIII-lea a susținut această instituție de învățământ, care a primit în anul 1584 prin purtarea sa de grijă un nou sediu. Universitatea respectivă poartă în amintirea acestui fapt numele de Universitatea Pontificală Gregoriană.